# Monocarbonílic
Monocarbonílic es denomina quan es parla d'un tipus d'enllaç O-glicosídic.
S'estableix entre el carboni aldehid (que constitueix el grup aldehid o cetona) del primer monosacàrid i un carboni no carbonílic del segon monosacàrid. Com que queda lliure el carboni carbonílic (el primer) del segon monosacàrid, el disacàrid té la capacitat de reduir el reactiu de Fehling. Presenten aquest enllaç la maltosa, la cel·lobiosa i la lactosa.